# NGC 2673
NGC 2673 је елиптична галаксија у сазвежђу Рак која се налази на NGC листи објеката дубоког неба.
Деклинација објекта је + 19° 4' 29" а ректасцензија 8h 49m 24,1s. Привидна величина (магнитуда) објекта NGC 2673 износи 13,0 а фотографска магнитуда 14,0. Налази се на удаљености од 48,954 милиона парсека од Сунца. NGC 2673 је још познат и под ознакама UGC 4620, MCG 3-23-11, CGCG 90-19, KCPG 175B, ARP 167, NPM1G +19.0193, PGC 24792.